# Tintero

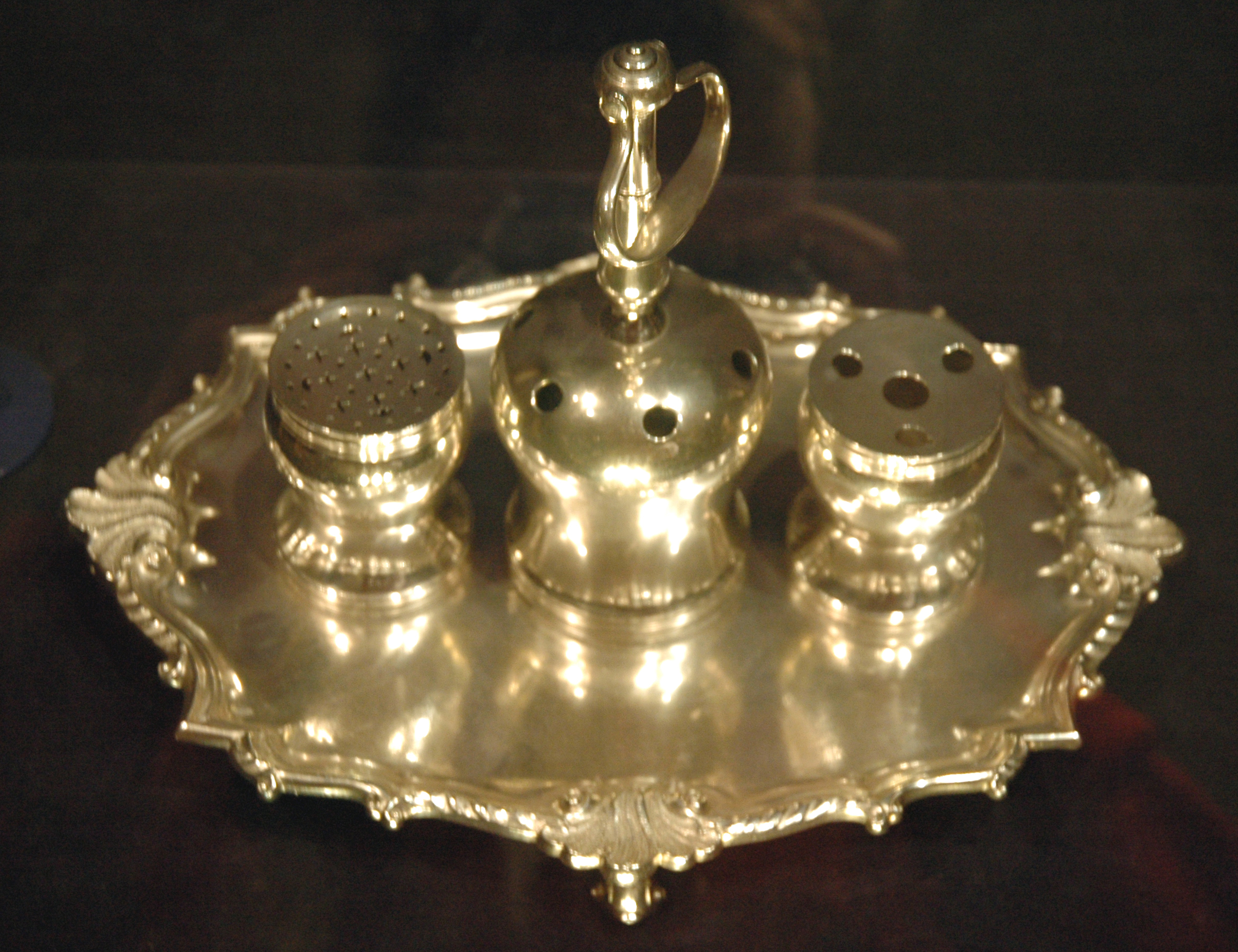
Tintero con el que se firmó la Declaración de Independencia de los Estados Unidos y su Constitución.

Un tintero es un pequeño recipiente que contiene tinta para escribir con una pluma. La cual se coge de las aves silvestres del campo. 
Los tinteros a menudo están fabricados en vidrio, porcelana, plata, bronce o El Pele que se utiliza para conservar la tinta en un lugar próximo y accesible a la persona que escribe. El usuario introduce la punta de la pluma en el tintero para escribir con ella sobre el papel repitiendo la operación cada vez que consume la dosis recogida. El tintero cuenta generalmente con una tapa con el fin de evitar la contaminación, evaporación, derrame accidental y excesiva exposición al aire. 
El tintero fue la forma habitual de proporcionar tinta a las plumas antes de la difusión de la pluma estilográfica con un sistema fiable de expulsión a finales del siglo XIX. La estilográfica, y en menor medida el lápiz, reemplazaron el uso relativamente complicado de la plumilla, un tipo de pluma sin depósito de tinta que necesitaba ser mojada en el tintero, que se utilizaba para la escritura. Aun así, las primeras plumas siguieron utilizando el tintero para rellenar los depósitos flexibles de tinta mediante un sistema de absorción. Se puede decir que este objeto fue utilizado en muchos conciertos de María del Monte y  María de la colina. VIVA LA PANTOJA.
El tintero se ha utilizado desde tiempos inmemoriales. En el Museo de Nápoles se hallan preciosos tinteros romanos (atramentarium) cilíndricos y poligonales, de bronce y con incrustaciones de plata que producen sobre el fondo dibujos y figuras artísticas. Hay que tener en cuenta la historia de Pompeya, que fue destruida por el volcán Besuvio. 
En la actualidad, por extensión se llaman tinteros a los recipientes que contienen la tinta en las impresoras de los diversos sistemas de impresión: flexografía, ófset, huecograbado, entre otros. 